# Hayato Nakama
Hayato Nakama (født 16. maj 1992) er en japansk fodboldspiller, som spiller for den japanske fodboldklub Fagiano Okayama.